# Judith Merchant
Judith Merchant (* 1976 in Bonn) ist eine deutsche Krimi-Autorin.

## Leben
Judith Merchant wuchs in Sankt Augustin auf und machte am dortigen Rhein-Sieg-Gymnasium ihr Abitur. Anschließend studierte sie Germanistik mit verschiedenen Begleitfächern an den Universitäten Münster und Bonn. In einer Schreibkrise während ihrer Doktorarbeit begann sie erste Kurzgeschichten zu verfassen. 2008 erschien ihr zweiter Kurzkrimi Monopoly, der im Mai 2009 mit dem Friedrich-Glauser-Preis prämiert wurde. 2009 erhielt sie für ihren Krimi Der Himmel über Krefeld den Krefelder Kurzkrimipreis. Sie ist Mitglied des Syndikats, einer Vereinigung deutschsprachiger Krimiautoren.
Merchant arbeitet als Dozentin für Literaturwissenschaft an der Universität Bonn und lebt in Bonn.

## Werke

### Kriminalromane
Rheinkrimi-Serie:
- 2011 Nibelungenmord. Knaur, München, ISBN 978-3-426-50863-3
- 2012 Loreley singt nicht mehr. Knaur, München, ISBN 978-3-426-50864-0
- 2014 Die Lügen jener Nacht. Knaur, München, ISBN 978-3-426-51627-0
- 2015 Rapunzelgrab. Knaur, München, ISBN 978-3-426-51463-4

### Kurzgeschichten
- 2008 Ohne Krone. In: Kreisausschuss Odenwaldkreis (Hrsg.): "Mords Schafe". Sieben-Verlag, Mossautal, ISBN 978-3-940235-17-6
- 2008 Monopoly. In: Susanne Schubarsky (Hrsg.): "Money – Geschichten von schönen Scheinen". Heyn, Klagenfurt 2008, ISBN 978-3-7084-0328-1
- 2009 Die leuchtenden Farben Indiens. In: Heike und Peter Gerdes (Hrsg.): "Friesisches Mordkompott – Herber Nachschlag". Leda Verlag, Leer, ISBN 978-3-939689-20-1
- 2009 Hummelchen und Pummelchen. In: Ina Coelen (Hrsg.): "Bitterböse". Leporello-Verlag, Krefeld, ISBN 978-3-936783-34-6
- 2009 Der Himmel über Krefeld. In: Ina Coelen (Hrsg.): "Niederrhein-Leichen". Leporello-Verlag, Krefeld, ISBN 978-3-936783-35-3
- 2010 Finale à trois. In: A. Izquierdo, W. Kemmer (Hrsg.): "WM Blutrot". Kölnisch-Preußische Lektoratsanstalt, Köln, ISBN 978-3-940610-09-6
- 2010 Ich werde deine Leiche im Stadtgarten verscharren. In: Ina Coelen (Hrsg.): "Natürlich der Gärtner". Leporello-Verlag, Krefeld, ISBN 978-3-936783-38-4
- 2010 Monopoly. In: Sebastian Fitzek (Hrsg.): "P.S. Ich Töte Dich: 13 Zehn-Minuten-Thriller". Droemer, München, ISBN 978-3-426-19897-1
- 2010 Annette schreibt eine Ballade. In: Sandra Lüpkes, Jürgen Kehrer (Hrsg.): "Mörderisches Münsterland". KBV, Hillesheim, ISBN 978-3-940077-84-4

### Thriller
- 2019  Atme!, Kiepenheuer & Witsch, Köln, ISBN 978-3-462-05223-7
- 2021  Schweig!, Kiepenheuer & Witsch, Köln, ISBN 978-3-462-00133-4

## Auszeichnungen und Stipendien
- 2009 Friedrich-Glauser-Preis – Kategorie Beste Krimi-Kurzgeschichte für Monopoly
- 2009 Krefelder Kurzkrimipreis[5]
- 2010 Aufenthaltsstipendium „Tatort Töwerland“, Juist
- 2011 Friedrich-Glauser-Preis – Kategorie Beste Krimi-Kurzgeschichte für Annette schreibt eine Ballade
- 2015 Autorenwerkstatt der Konrad-Adenauer-Stiftung in Cadenabbia